# Tàngara d'espatlles blanques
La tàngara d'espatlles blanques (Loriotus luctuosus) és un ocell de la família dels tràupids (Thraupidae).

## Hàbitat i distribució
Habita la selva pluvial d'Amèrica Central i nord de Sud-amèrica, des de l'oest de Costa Rica fins Panamà, i des del nord-est de Veneçuela fins al nord-oest del Perú.